# Necrosyrtes monachus

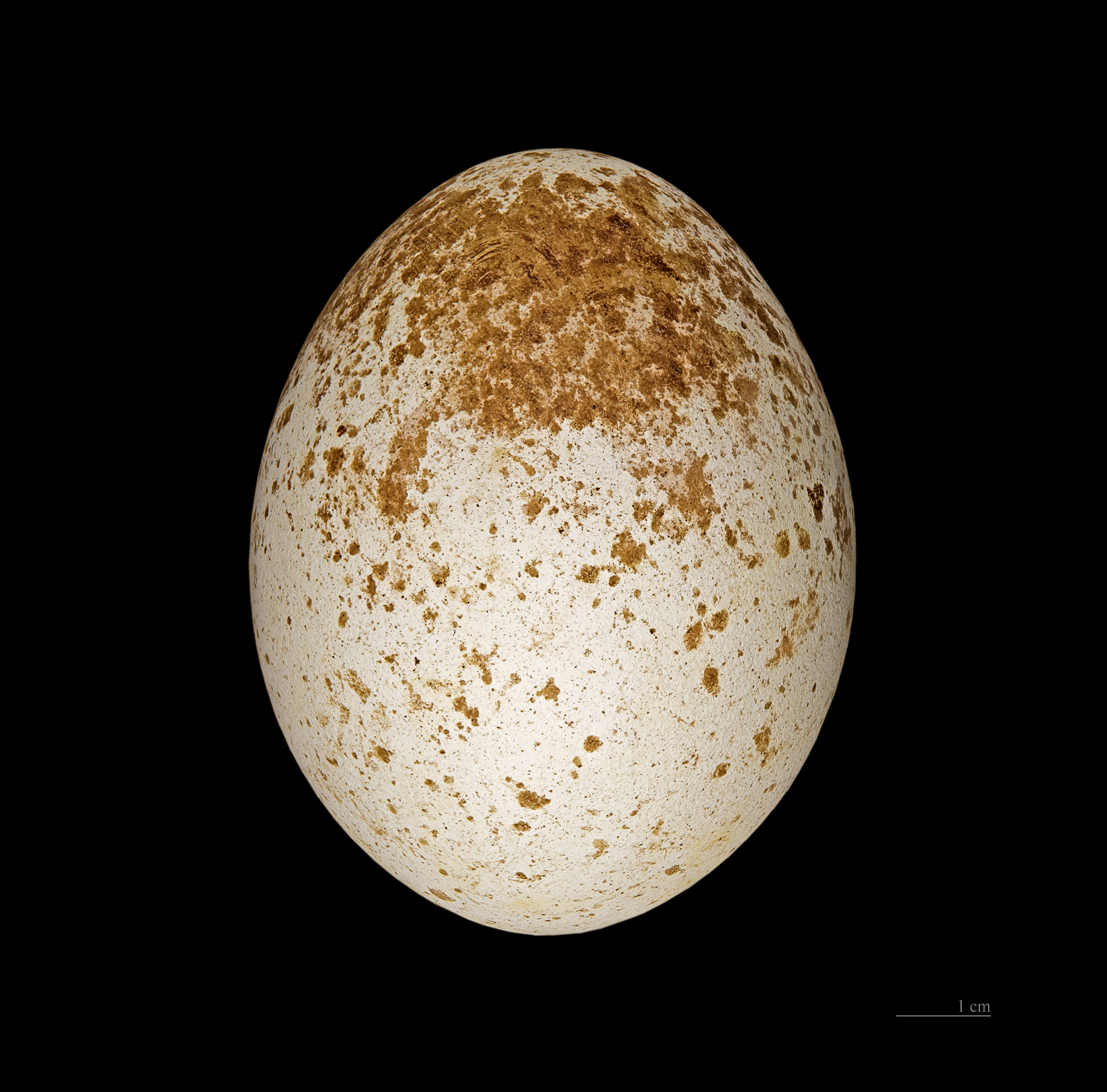
Huevo de Necrosyrtes monachus.

El alimoche sombrío (Necrosyrtes monachus) es una especie de ave accipitriforme de la familia Accipitridae, de inconfundible aspecto, ampliamente distribuido por las sabanas del África subsahariana; no se reconocen subespecies.